# Islas Malvinas en los Juegos de la Mancomunidad
Islas Malvinas (como un territorio británico de ultramar) ha competido en siete ediciones de los Juegos de la Mancomunidad. Su primera aparición fue en 1982, pocos meses después de la guerra de las Malvinas. Hasta la actualidad, Islas Malvinas no ha ganado ninguna medalla. Su código es FAI y su comité el Falkland Islands Overseas Games Association.
Louis Baillon es el único isleño haberse convertido en un campeón olímpico, como miembro del equipo de hockey de césped británico que ganó una medalla de oro en 1908.
Han participado atletas en bádminton, tiro, bowls, entre otros.
La edición del 2014 celebrada en Glasgow fue la que contó con más participantes malvinenses. Allí viajaron 25 competidores de tres disciplinas: bádminton, bolos sobre hierba y tiro.

## Participaciones
- Islas Malvinas en los Juegos de la Mancomunidad de 2002
- Islas Malvinas en los Juegos de la Mancomunidad de 2006
- Islas Malvinas en los Juegos de la Mancomunidad de 2010
- Islas Malvinas en los Juegos de la Mancomunidad de 2014
- Islas Malvinas en los Juegos de la Mancomunidad de 2018